# Abigail Irozuru
Abigail Irozuru (3 de enero de 1990) es una deportista de Reino Unido que compite en atletismo. Ganó una medalla de plata en el Campeonato Europeo de Atletismo por Equipos de 2019, en la prueba de salto de longitud.